# Cipro ai XXIII Giochi olimpici invernali
Cipro ha partecipato ai XXIII Giochi olimpici invernali, che si sono svolti dal 9 al 28 febbraio 2018 a Pyeongchang, in Corea del Sud, con una delegazione composta da un solo atleta, lo sciatore alpino Dinos Lefkaritis, che è stato anche il portabandiera.

## Sci alpino
| Gara            | Atleta           | Tempo     | Tempo     | Tempo  | Posizione |
| Gara            | Atleta           | 1ª manche | 2ª manche | Totale | Posizione |
| --------------- | ---------------- | --------- | --------- | ------ | --------- |
| Slalom speciale | Dinos Lefkaritis | DNF       | DNF       | DNF    | DNF       |
| Slalom gigante  | Dinos Lefkaritis | DNF       | DNF       | DNF    | DNF       |